# Netreba, Rokîtne
Netreba (în ucraineană Нетреба) este un sat în comuna Borove din raionul Rokîtne, regiunea Rivne, Ucraina.

## Demografie
Componența lingvistică a localității Netreba
     Ucraineană (99,15%)
     Alte limbi (0,51%)
Conform recensământului din 2001, majoritatea populației localității Netreba era vorbitoare de ucraineană (99,15%), existând în minoritate și vorbitori de alte limbi.